# قتالة
قتالة  هي إحدى القرى اللبنانية من قرى قضاء جزين في محافظة الجنوب.